# Sistema estelar

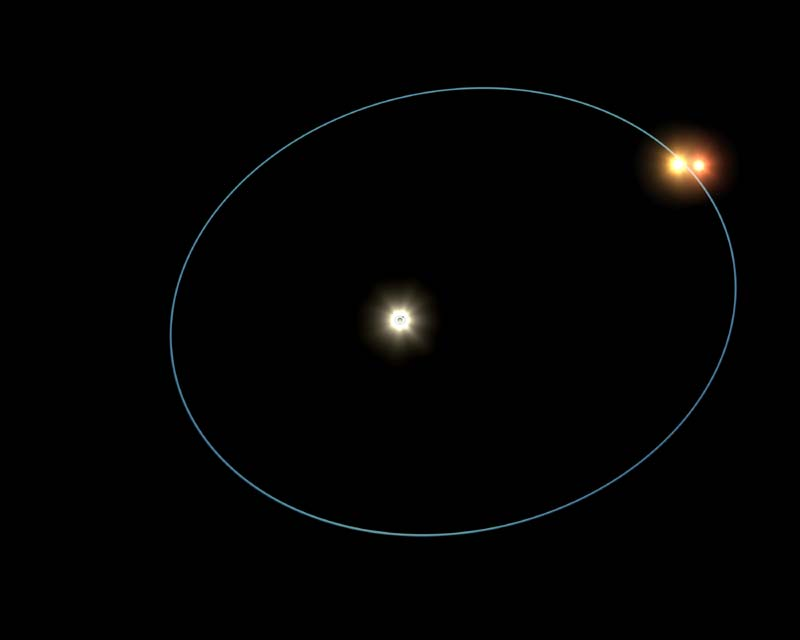
Impressão artísitca das órbitas de HD 188753, um sistema estelar múltiplo.

Um sistema estelar normalmente é composto por um pequeno número de estrelas que orbitam entre si, conectadas por atração gravitacional. O termo sistema estelar também pode ser usado para referir-se a sistemas planetários de estrelas solitárias, similares ao Sistema Solar. Um número muito grande de estrelas que estão agrupadas gravitacionalmente, embora sejam também sistemas estelares, é normalmente chamado de aglomerado estelar.

## Sistema planetário
Um sistema planetário consiste em objetos não-estelares que orbitam uma estrela, tal como planetas, Satélites Naturais, asteróides, meteoros, cometas e poeira cósmica. O sistema planetário ao qual pertence o planeta Terra é denominado Sistema Solar. Aos demais, se dá a denominação de extra-solares.

## Sistema binário
Um sistema estelar binário é um sistema composto por duas estrelas orbitando em torno de um centro gravitacional comum. Segundo recenseamentos efetuados entre as estrelas da Via Láctea, ao menos um terço dos sistemas estelares são binários. Normalmente aparentam ser uma única estrela à olho nu, ou dependendo das distâncias envolvidas, até mesmo quando vistas por sistemas especiais.
O período de revolução do sistema pode ser breve - menos de 20 minutos em certos casos extremos; outras vezes, ao contrário, é muito longo. Gama de Virgem, próxima de Spica (Alfa da Virgem), é constituída por duas estrelas que tem exatamente o mesmo brilho, com período de revolução de 180 anos.

## Sistemas estelares múltiplos
Sistemas estelares múltiplos são sistemas compostos por mais de duas estrelas. Sistemas estelares múltiplos com três estrelas são denominados triplos; com quatro, quádruplos; com cinco, quíntuplos, e assim sucessivamente. Estes sistemas são menores do que os chamados clusters, grupos de estrelas compostos em torno por 100 a 1 000 estrelas.
Em teoria, compreender um sistema estelar múltiplo é mais difícil do que compreender um sistema binário, já que a dinâmica do sistema pode ser aparentemente caótica, e inicialmente não se sabe o número exato de corpos celestes envolvidos.
Dependendo de sua configuração, um sistema múltiplo pode ser instável, já que uma estrela, devido ao excesso de aproximação com uma de suas companheiras, pode receber uma aceleração que a faça ser ejetada do sistema. A instabilidade não ocorre em sistemas denominados hierárquicos. Em um sistema hierárquico as estrelas pertencentes ao conjunto se encontram divididas em dois ou mais sub-grupos e os sub-grupos orbitam em torno de um centro gravitacional comum.
Devido à mencionada instabilidade, sistemas estelares triplos geralmente são hierárquicos: duas estrelas em um sistema binário formando um sistema triplo com uma companheira mais distante. O sistema estelar Castor (Alpha Geminorum), por exemplo, constituído por seis estrelas, consiste em duas estrelas binárias distantes orbitando dois pares de binárias mais próximos.